# Islas Georgias del Sur
Las islas Georgias del Sur constituyen un archipiélago del conjunto denominado Antillas del Sur ubicado en el océano Atlántico Sur. Este territorio subantártico se encuentra bajo administración del Reino Unido, que en 1985 lo agrupó con la islas Sandwich del Sur para formar el territorio británico de ultramar de las islas Georgias del Sur y Sandwich del Sur. Son reclamadas por la República Argentina como parte integral de su territorio, agrupándolas en el departamento Islas del Atlántico Sur de la provincia de Tierra del Fuego, Antártida e Islas del Atlántico Sur.

## Geografía
Las islas Georgias del Sur están situadas entre los paralelos 54° y 55° Sur y los meridianos 35°45′ y 38°23′ O, a unos 1300 km al sudeste de las islas Malvinas y a 1700 km al este de la isla de los Estados. Poseen una extensión de 3850 km².
Están conformadas por tres grupos, que de norte a sur son:

### Islotes Aurora
Las islas Aurora se hallan a 232 km al ONO de la isla San Pedro y aunque no serían parte del archipiélago de las Georgias del Sur se las suele agrupar con él por conveniencia. Son dos grupos insulares denominados:
- Rocas Cormorán, formado por seis islotes rodeados de arrecifes
- Roca Negra

### Islas del grupo San Pedro
Este es el grupo principal del archipiélago, y está formado por la isla San Pedro, también denominada Georgia del Sur, de 160 km de largo y 30 km de ancho promedio, que está rodeada por un conjunto de islas e islotes mucho más pequeños. Las principales islas menores son:
- Islas Willis
- Pájaro
- Annenkov
- Islas Pickersgill
- Verde
- Cooper
- Trinidad
- Grass
- Islas Bienvenido
- Saddle
- Islas Kupriyanov
- Rocas Negras (no confundir con la Roca Negra)
- Albatros
- Prión
- Vicent
- McCarthy
- Samuel

### Rocas Clerke
A 72 km al suroeste se encuentran, en relativo aislamiento del resto del archipiélago, las rocas Clerke.

### Características orográficas

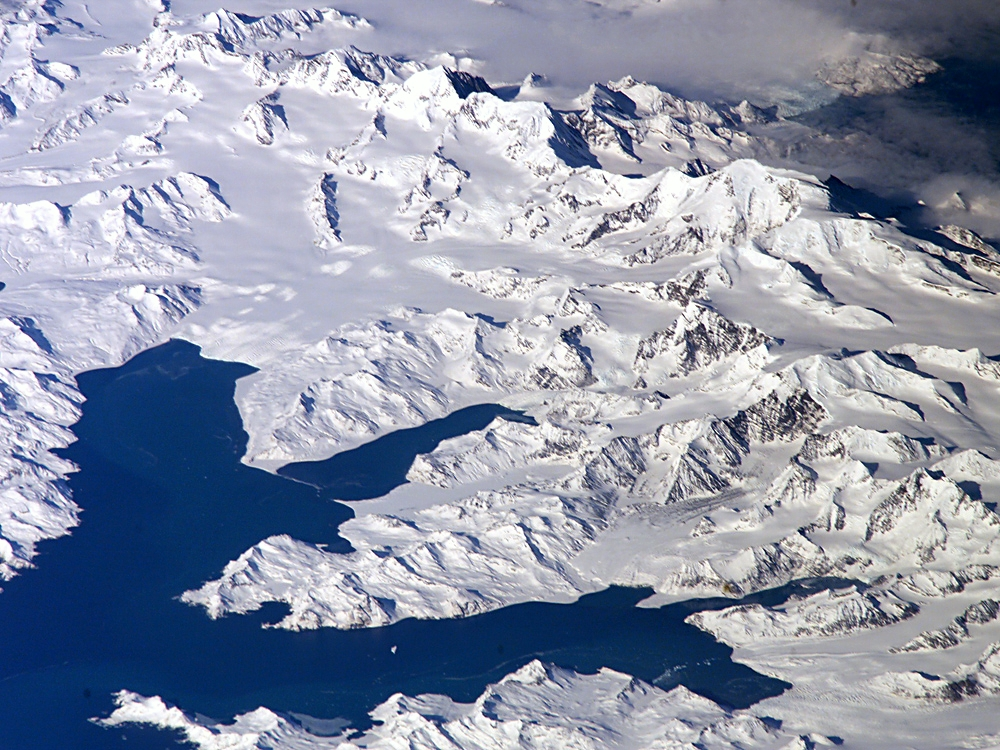
Bahía Cumberland donde está Grytviken.

Su geografía presenta paisajes magníficos por sus contrastes: colinas y montañas abruptas y elevadas (monte Paget, 2934 m s. n. m., cuyo pico máximo fue escalado por primera vez en 1964). Toda la isla San Pedro tiene por eje la llamada «cordillera de San Telmo», que es un conjunto de cumbres emergidas de la Dorsal del Scotia, prolongación del sistema formado por los Andes, y los Antartandes. La nieve que cubre gran parte del archipiélago forma numerosos ventisqueros (el más extenso es el glaciar de Nordenskjöld, seguido por el glaciar Christophersen). La costa norte se encuentra protegida de los fuertes vientos procedentes de la Antártida merced a las montañas y presenta numerosos fiordos, lo que determinó que allí se ubicasen las factorías balleneras.
Las llanuras son escasas, cubiertas por vegetación tipo tusacs y brezal. En ellas aun en invierno crecen hierbas y musgos, aunque de un modo excepcional.
Las costas, muy articuladas, con penínsulas y cabos forman bahías, caletas, fiordos y ensenadas, que casi todo el año tienen sus aguas congeladas. Los ventisqueros se resquebrajan por efecto del calor solar y sus trozos constituyen infinidad de témpanos.

## Clima
El clima frío oceánico y riguroso (semejante al del norte de Noruega) presenta escasa amplitud térmica anual. Un régimen regular de precipitaciones concentradas en el período de mayo a agosto configuran su rasgo más estable.
El archipiélago, expuesto a los fuertes vientos del oeste y chubascos del suroeste que pueden alcanzar los 165 km/h, tiene un clima desfavorable en la costa sur y más benigno en la norte. La nubosidad y humedad constantes son características.
A pesar de situarse en latitud semejante a la de Ushuaia, sus temperaturas rara vez superan los 10 °C.
La isla San Pedro ubicada en el límite de las corrientes frías en la Convergencia Antártica funciona como una especie de gran dique en el cual encallan muchos de los icebergs desprendidos del inlandsis antártico, como estos icebergs están constituidos por agua dulce, las aguas costeras de las Georgias del Sur poseen una fauna especial (en especial planctónica y bentónica) adaptada a esa singularidad ecológica.

## Flora
La vegetación, integrada por especies inferiores (endémicas y comunes de amplia área de dispersión), se asocia a una variedad de tipos de suelos de origen glaciar y forma un tapiz vegetal discontinuo de líquenes, musgos y arbustos achaparrados (tusacs).

## Fauna
Abundan los pinnípedos, como el lobo marino antártico, elefante marino del sur y el leopardo marino, varias especies de pingüinos (en la bahía de San Andrés se encuentra una de las mayores colonias mundiales del pingüino rey) , y otras aves tales como el petrel azulado, la paloma antártica, el pato geórgico, la cachirla geórgica, etc. 
A principios del siglo XX balleneros noruegos liberaron en la isla San Pedro renos oriundos de Laponia, los que se multiplicaron en gran cantidad, en 2003 algunos fueron trasladados a las islas Malvinas para aclimatarlos y criarlos allí. Entre 2013 y 2015 se llevó a cabo una campaña de erradicación que terminó con el exterminio definitivo de los 7.000 renos que habitaban la isla.
Del mismo modo, estos trabajadores llevaron a la isla de San Pedro cerdos y caballos tipo poni, aunque quizás estos últimos, procedentes de las Zetland o Shetland del Norte, fueran llevados por expediciones dirigidas al continente antártico que previamente hacían escala en la isla San Pedro. En todo caso, actualmente (marzo de 2005) no se constata la presencia de los cerdos ni de los ponis, que parecen haber sido extinguidos por exceso de caza, distrés y luego epizootias durante el periodo de ocupación inglesa.

## Población

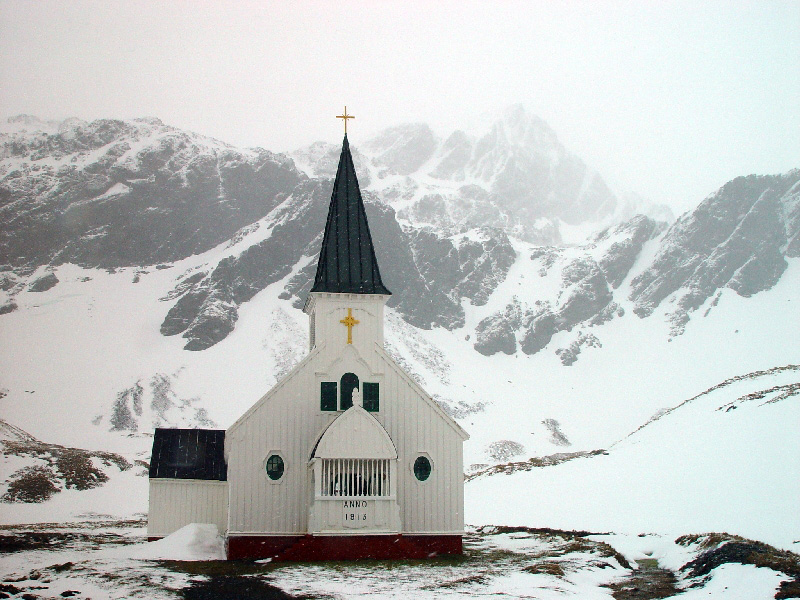
Iglesia luterana en Grytviken.

La población humana no es estable; desapareció por la falta de actividad económica. A inicios del presente siglo el asentamiento humano principal es la base del British Antarctic Survey  situada en King Edward Point (Punta Coronel Zelaya según la toponimia argentina), en la bahía Guardia Nacional (Cumberland East), cerca de la antigua factoría ballenera argentina de Grytviken, con una capacidad máxima de 18 personas, aunque en invierno la población se ve reducida en promedio a ocho. Existe una segunda base en la caleta Jordán de la isla Pájaro/Bird, a 4 km del extremo occidental de la isla principal, que puede alojar a ocho personas pero no está habitada en forma permanente. La población invernal fluctúa entre tres y cuatro personas. En consecuencia, la población total del territorio varía entre 11 y 12 personas en invierno, hasta un máximo de 26 en el verano.

## Historia

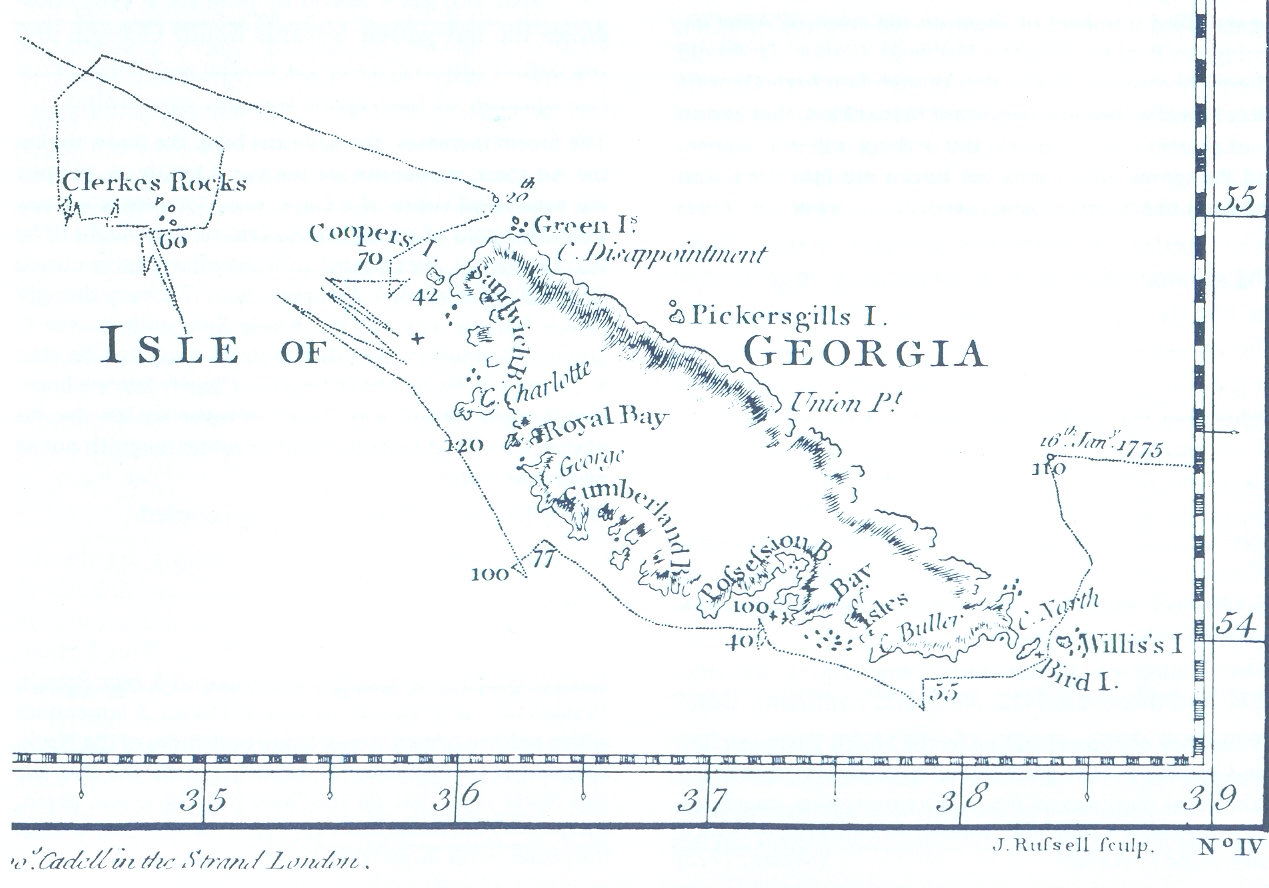
Fragmento del mapa realizado por Cook en su viaje de 1775 (Chart of the Discoveries made in the South Atlantic Ocean, in His Majestys Ship Resolution, under the Command of Captain Cook, in January 1775, W. Strahan and T. Cadel, London, 1777).

Algunas documentaciones sugieren que Américo Vespucio pudo haber avistado las costas septentrionales de este archipiélago ya en el siglo XVI. Las fuentes británicas indican al comerciante Anthony de la Roché, inglés de nacimiento (aunque otras fuentes lo documentan español con el nombre de Antonio de La Roca), como el primero en avistar la isla en abril de 1675, versión que es refutada por las fuentes argentinas. La isla apareció como "isla Roché" en mapas antiguos.
Pero el primer registro fidedignamente documentado de avistaje de las islas data del 29 de junio de 1756, por parte de la tripulación del navío español León, capitaneado por Gregorio Jerez, que las bautizó como islas San Pedro, ya que el descubrimiento se realizó en el día dedicado a ese santo. El navío León navegaba entonces desde Valparaíso a Buenos Aires.
El capitán James Cook efectuó el primer desembarco conocido en la isla San Pedro el 17 de enero de 1775, cuando la nombró isla Georgia, en honor al Rey Jorge III y la reclamó para Su Majestad Británica.
Durante el siglo XIX fue una base de caza de focas y en el siglo siguiente fue el centro para la industria de la caza de ballenas del océano Atlántico Sur entre los años 1904 y 1966. La caza de ballenas comenzó en 1904, cuando la Compañía Argentina de Pesca (una compañía cuya sede central se hallaba en la ciudad de Buenos Aires) estableció la primera estación antártica de caza de ballenas en Grytviken. Esto también marcó el principio de la ocupación permanente de la isla San Pedro, que antes de esa fecha se encontraba deshabitada. En el año 1948 la Argentina reclamó territorialmente el archipiélago. Finalmente seis estaciones de costa se construyeron en ella. Grytviken es la primera y la que más tiempo permaneció activa, operando hasta 1965. Puerto Leith operó desde 1909 hasta 1933 y otra vez durante la Segunda Guerra Mundial y cerró en 1964. Actualmente se pueden observar los galpones y talleres que se construyeron durante el auge de la caza de ballenas. Se encuentran en un avanzado estado de deterioro y sin ningún tipo de mantenimiento y muchos de ellos no son accesibles ya que corren peligro de derrumbe.
Las siete estaciones balleneras, todas en la costa norte con sus puertos protegidos, empezando por el oeste fueron:
- Puerto Prince Olav (desde 1911 como un barco factoría, y como estación en tierra desde 1916 a 1934)
- Puerto Leith (1909 a 1965)
- Stromness (desde 1907 como barco factoría, estación en tierra de 1912 a 1931, reparación de vergas en 1960 a 1961)
- Husvik (desde 1907 como barco factoría, estación en tierra en 1960, fuera de operaciones de 1930 a 1945)
- Grytviken (1904 a 1965) de la Compañía Argentina de Pesca
- Godthul (1908 a 1929, solo como una rudimentaria base en tierra, las operaciones principales en un barco factoría)
- Puerto Nueva Fortuna (1909 a 1920)

La guerra de las Malvinas estuvo presente también en las Georgias del Sur en 1982. 
El 18 de marzo, el ARA Bahía Buen Suceso transportó a la isla San Pedro (Georgias del Sur) al personal del comerciante argentino de chatarra Constantino S. Davidoff, para desmantelar una estación ballenera situada en Puerto Leith.
El 25 de marzo el transporte antártico ARA Bahía Paraíso (B-1) de la Armada Argentina arribó a la isla de Amberes, llegando al Puerto Leith. El 3 de abril, el B-1 y la corbeta misilística ARA Guerrico (P-2), con apoyo de helicópteros, desembarcaron a 200 soldados argentinos en Punto Coronel Zelaya, el cual era defendido por 22 soldados de la Marina Real Británica. Después de dos horas de combate las tropas argentinas capturaron el lugar, haciendo prisioneros a los marines y a los científicos. La operación arrojó tres soldados argentinos fallecidos y un helicóptero SA 330 Puma derribado. Quince científicos británicos de cuatro estaciones del campo fueron relevados más adelante por la Marina Real. Londres envió seis naves de la Marina Real, incluyendo el submarino nuclear HMS Conqueror para reconocimiento. Esta fuerza llegó a Punto Coronel Zelaya el 25 de abril y al puesto militar de Bahía Leith el día después. El submarino argentino ARA Santa Fe (S-21), luego de ser atacado, ya sin valor militar, fue hundido por su tripulación y 185 marinos argentinos fueron tomados prisioneros. Durante la guerra de las Malvinas, las fuerzas navales británicas utilizaron Georgia del Sur como base. Los quince militares británicos que quedaban en Coronel Zelaya fueron retirados a fines de 2000.

## Bioma
Las Islas Georgias se caracterizan por estar en el bioma de la tundra. El clima de esta se caracteriza por sus escasas precipitaciones, generalmente en forma nieve, y por tener unas temperaturas medias muy bajas, por lo que el suelo permanece helado, haciendo  permafrost en las partes bajas. No existen árboles ni arbustos que puedan enraizar y la vegetación se limita a líquenes, musgos y algunas herbáceas.

## Hidrografía
Las costas, muy articuladas, con penínsulas y cabos forman bahías, caletas, fiordos y ensenadas que dan lugar a un desarrollo ribereño de 700 km de longitud.
En la ribera nordeste de la isla San Pedro, los glaciares son menos potentes y terminan en tierra donde existen depósitos morrénicos. Asimismo, dicha costa presenta varias bahías profundas y posee los mejores puertos naturales, que ofrecen refugio frente a los grandes témpanos que llegan desde la Antártida.
Las islas no tienen ríos, pero los deshielos dan lugar a numerosos chorrillos, que oportunamente permitieron el funcionamiento de las diversas factorías de cetáceos y pinnípedos que se instalaron en la isla San Pedro. Asimismo, en la zona noroeste hay una veintena de lagunas.